# Рист, Иоганн Георг
Иоганн Георг Рист (23 ноября 1775, Ниндорф, Альтона — 5 февраля 1847, Шлезвиг) — датский политический деятель, дипломат и научный писатель шлезвиг-гольштейнского происхождения.

## Биография
Иоганн Георг Рист родился в семье лютеранского проповедника, приходился потомком поэту XVII века Иоганну Ристу. Начальное образование получил от своего отца, затем до 1794 года учился в гамбургском Йоханнеуме. После его окончания поступил изучать право в Йенский университет, в 1796 году перешёл в Кильский университет. 
В 1797 году во время визита в Копенгаген познакомился с датским министром финансов графом Эрнстом Генрихом фон Шиммельманом и до 1801 года был его личным секретарём, затем поступил на дипломатическую службу, первоначально став секретарём датского посольства в Санкт-Петербурге, столице Российской империи. 
В 1802 году был переведён в посольство в Мадриде, Испания, в 1804 году получил ранг поверенного в делах. В 1806 году был переведён в Лондон, где спустя год улаживал кризис, возникший после британской бомбардировки Копенгагена. В 1808 году был назначен представить интересы Дании в ганзейском городе Гамбурге, в 1813 году, когда город оккупировали войска Наполеона, бежал из него и оказался в Хадерслеве. 
В 1814 году стал членом Комиссии по восстановлению управления Шлезвигом и Гольштейном, базирующейся в Киле, и уполномоченным королевства Дании по ликвидации военных складов в Париже. В 1815 году вернулся в Гамбург и переехал в 1828 году в Альтону в Гольштейне. В 1832 году участвовал в проекте объединения Шлезвига и Гольштейна, в 1834 году вошёл в состав первого совета правительства Шлезвиг-Гольштейна в Шлезвиге, где оставался до 1846 года. В 1836 году стал командором Ордена Даннеброга. При вступлении на должность главы правительства Людвига Николаса фон Шееле проявил себя сторонником непопулярной концепции управления, вместе с пятью другими членами правительства впал в немилость и был уволен.
Напечатал политическую брошюру «Ein Wort zu den Landsleuten in Schleswig-Holstein» (1835). Его заметки «Lebenserinnerungen» были изданы в Готе в 1880—1888 годах.